# سيموني مورجادو
سيموني مورجادو (من مواليد 6 أبريل 1967) سياسية واقتصادية برازيلية. أمضت حياتها السياسية في تمثيل ولايتها الأصلية بارا، بعد أن عملت كنائبة للممثل الفيدرالي من عام 2015 إلى عام 2019.

## الحياة الشخصية
ولدت مورجادو لهيلاريو أوغوستو فيريرا فيليو وماريا أماليا مورغادو فيريرا. بالإضافة إلى كونها سياسية، عملت مورجادو أيضًا كخبيرة اقتصادية. وهي زوجة زميلها السياسي جادر باربالهو.

## الحياة السياسية
صوّتت مورجادو ضد عزل الرئيسة آنذاك ديلما روسيف. صوّت مورجادو ضد الإصلاحات الضريبية لعام 2015 ولكن لصالح إصلاح العمل البرازيلي لعام 2017، وصوتت ضد فتح تحقيق في الفساد مع ميشيل تامر خلف روسيف. كانت مورجادو من أقوى مؤيدي تامر ضد مزاعم الفساد الخاصة به.